# ناهار در بالای آسمان‌خراش
ناهار در بالای آسمان‌خراش (انگلیسی: Lunch atop a Skyscraper) عکسی سیاه‌وسفید به تاریخ ۲۰ سپتامبر ۱۹۳۲ است که در آن یازده آهنگر ساختمانی در شصت و نهمین طبقهٔ ساختمان آرسی‌ای، واقع در منهتن نیویورک، در ارتفاع ۲۶۰ متری از سطح زمین روی تیری فولادی نشسته‌اند. این عکسِ نمایشی بخشی از کمپین تبلیغاتی برای این آسمان‌خراش بود که نخستین بار در اکتبر ۱۹۳۲، هنگام ساخت راکفلر سنتر منتشر شد. کوربیس ایمیجز با خرید بایگانی بتمان در سال ۱۹۹۵، مالکیت این عکس را به دست آورد.
هویت عکاس این عکس که اغلب، به اشتباه به لوئیس هاین نسبت داده می‌شود، نامشخص است. شواهد به‌دست‌آمده نشان می‌دهد احتمالاً چارلز سی. ابتس عکس را گرفته باشد اما سپس مشخص شد عکاسان دیگری نیز در آنجا حضور داشتند. ادعاهایی نیز درمورد مردان حاضر در عکس وجود دارد که به‌طور مشخص هویت چند نفر از آن‌ها معلوم شده‌است. کن جانستون، مدیر مجموعه‌های تاریخی کوربیس، این عکس را «تکه‌ای از تاریخ آمریکا» نامید. فیلم مستندی به نام مردان سَرِ ناهار بر اساس این عکس ساخته شده‌است. این عکس که یکی از پرفروش‌های کوربیس به‌شمار می‌آید، در آثار هنری دیگر مورد استفاده و تقلید قرار گرفته‌است و برخی از کارگران دوباره آن را بازآفرینی کرده‌اند.

## شرح مختصر

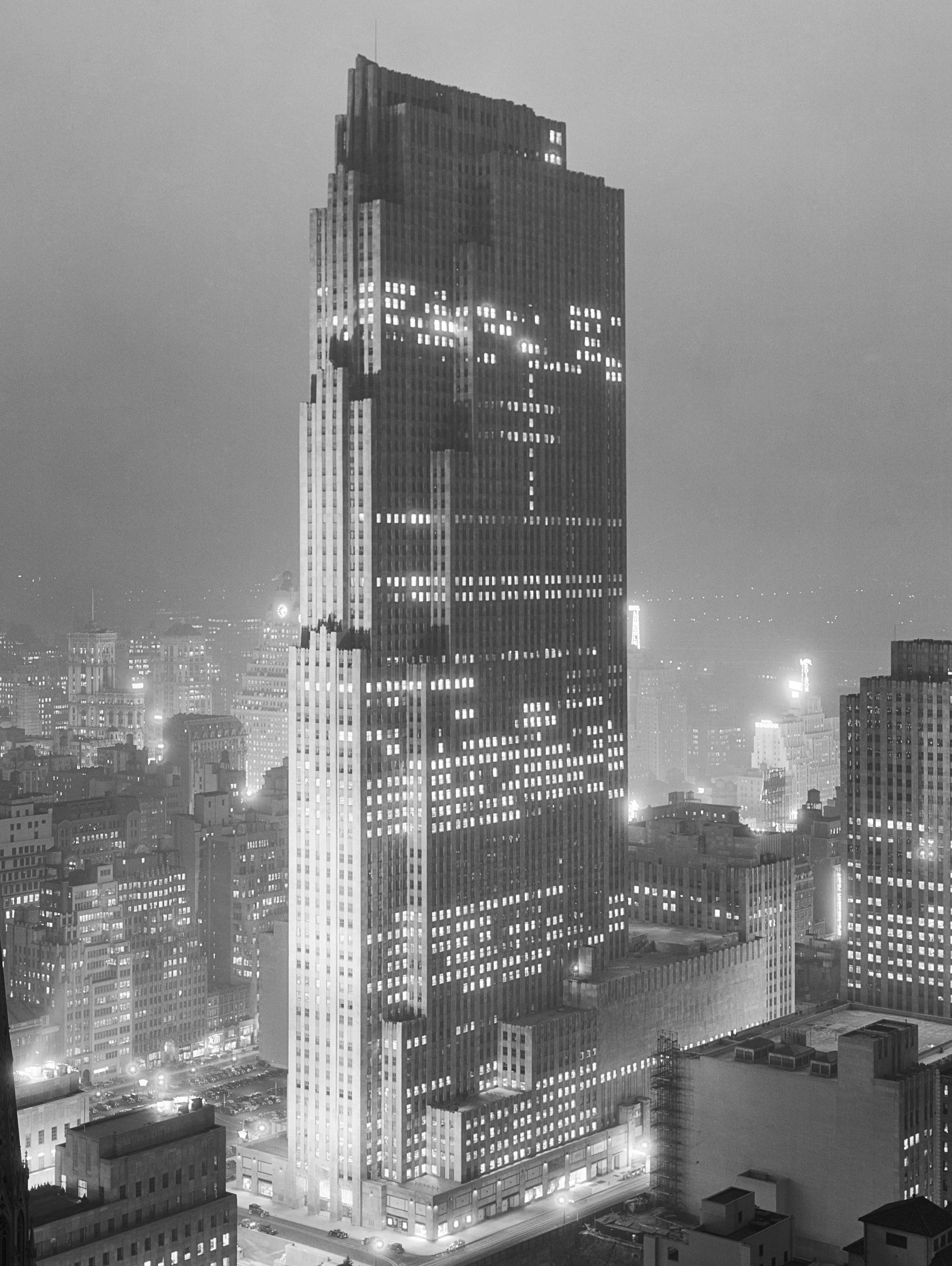
ساختمان آرسی‌ای هنگام ساخت راکفلر سنتر در دسامبر ۱۹۳۳

این عکسِ سیاه‌وسفید در ۲۰ سپتامبر ۱۹۳۲ در طبقهٔ ۶۹ ساختمان در حال ساخت آرسی‌ای در راکفلر سنتر، واقع در منهتن نیویورک گرفته شده‌است و یازده آهنگر ساختمانی را نشسته بر روی تیری فولادی در ارتفاع ۲۶۰ متری از سطح زمین نشان می‌دهد که در کنار هم ناهار می‌خورند. آن‌ها از آهنگران ساختمانی مهاجر بودند که هنگام ساخت ساختمان آرسی‌ای در راکفلر سنتر استخدام شده بودند و به راه رفتن روی شاه‌تیرها عادت داشتند. این عکس به‌عنوان بخشی از کمپین تبلیغاتی برای این آسمان‌خراش گرفته شده‌است که در سایر عکس‌های این مجموعه، کارگران را در حال بازی فوتبال و تظاهر به خوابیدن روی شاه‌تیر نشان می‌دهد.
این عکس که در پس‌زمینه‌اش پارک مرکزی نیویورک قابل مشاهده است، نخستین بار در ضمیمهٔ روز یکشنبه، ۲ اکتبر ۱۹۳۲ نیویورک هرالد تریبون با عنوان «ناهار در بالای آسمان‌خراش» منتشر شد.

## پیشینه
کوربیس ایمیجز، شرکت ارائه‌کنندهٔ عکس‌های بایگانی برای عکاسان حرفه‌ای، در سال ۱۹۹۵ مجموعه‌ای شامل بیش از یازده میلیون عکس، معروف به بایگانی بتمان را خریداری کرد. عکس ناهار در بالای آسمان‌خراش در بخشی از مجموعهٔ بایگانی بتمان به نام بایگانی عکس‌های خبری ای‌سی‌ام‌ای قرار داشت و عکاس آن نامشخص بود. به‌گفتهٔ کن جانستون، مدیر مجموعه‌های تاریخی کوربیس، این عکس در ابتدا داخل پاکت کاغذ مانیل قرار داشت. نگاتیو اصلی شیشه‌ای این عکس به پنج قطعه شکسته شده بود و اکنون، تحت شرایط رطوبتی مناسب و دمای کنترل‌شده در تأسیسات ذخیره‌سازی آیرون ماونتین، واقع در پنسیلوانیا نگهداری می‌شود.

## شناسایی

### عکاس
هویت عکاس این عکس مشخص نیست. اغلب، این عکس را به اشتباه به لوئیس هاین، یکی از عکاسان مدیریت پیشرفت کار نسبت می‌دهند؛ با این فرض نادرست که سازهٔ در تصویر امپایر استیت است. در سال ۱۹۹۸، پوستری از این عکس توجه تامی ابتس هان، ساکن ویلمینگتن را به خود جلب کرد و حدس زد که احتمالاً یکی از عکس‌های پدرش (چارلز سی. ابتس؛ ۱۹۷۸–۱۹۰۵) باشد. او در سال ۲۰۰۳ با کن جانستون تماس گرفت. کوربیس شرکت خصوصی تحقیقاتی مارکسمن را مأمور کرد تا عکاس این عکس را پیدا کند. یکی از محققان مقاله‌ای را در واشینگتن پست پیدا کرد که این اثر را به همیلتون رایت نسبت داده بود. این عکس برای خانوادهٔ رایت آشنا به نظر نمی‌رسید. پدر هان برای سندیکای همیلتون رایت فیچرز کار می‌کرد و این موضوع رایج بود که اعتبار آثار عکاسانی که برای رایت کار می‌کردند، به او می‌رسید. در سال ۱۹۳۲، ابتس به‌عنوان مدیر عکاسی راکفلر سنتر منصوب شد و مسئول تبلیغ آسمان‌خراش جدید بود. هان چک حقوق پدرش را که ساعتی ۱٫۵۰ دلار (معادل ساعتی ۳۰ دلار در سال ۲۰۲۱) بود، به‌همراه عکس آهنگران ساختمانی و تصویری از پدرش با دوربین پیدا کرد که به نظر می‌رسید مربوط به همان مکان و زمان باشد. جانستون در تحلیل این شواهد گفت: «تا جایی که به من مربوط می‌شود، او عکاس است.» کوربیس نیز به انتساب این عکس به ابتس اذعان کرد اما بعداً مشخص شد که در همان روز، توماس کلی و ویلیام لفتویچ نیز به‌عنوان عکاس در آنجا حضور داشتند. به‌گفتهٔ جانستون، با توجه به حضور عکاسان مختلف و هویت نامشخص عکاس اصلی، پدیدآوری برای این عکس در نظر گرفته نمی‌شود.

### آهنگران ساختمانی
با توجه به نظرسنجی نیویورک پست، ادعاهای متعددی مبنی بر هویت مردان حاضر در عکس مطرح شده‌است. در فیلم مردان سَرِ ناهار که بر اساس این عکس ساخته شده‌است، به ردی از اصالت احتمالاً ایرلندی برخی از مردان اشاره شده‌است و کارگردان این فیلم در سال ۲۰۱۳ گفت که قصد داشت تا ادعاهای سایر بستگان سوئدی را پیگیری کند. این فیلم توانست با ارجاع متقابل به عکس‌های دیگری که همان روز گرفته شده بود، هویت جوزف اکنر (نفر سوم از سمت چپ) و جو کورتیس (نفر سوم از سمت راست) را تأیید کند. اولین مرد از سمت راست که یک بطری در دست دارد، گوستاو (گوستی) پوپوویچ، کارگر اهل اسلواکی شناخته شد. این عکس در خانهٔ او پیدا شد و پشت آن نوشته بود: «ماریشکای عزیزم، نگران نباش؛ همان‌طور که می‌بینی، من هنوز با بطری هستم.» دومین کارگر از سمت چپ نیز به نام ناتسکو ایبارگوئن مونتا اهل سرزمین باسک شناسایی شده‌است.

## میراث
اشلی کراس، خبرنگار نیویورک پست از این عکس به‌عنوان «معروف‌ترین عکس از یک استراحت ناهار در تاریخ نیویورک» یاد کرده‌است. این عکس در بسیاری از آثار هنری مورد استفاده و تقلید قرار گرفته و در مواردی نیز نسخه‌های متنوعی از آن ساخته شده‌است. نسخه‌ای رنگی‌شده از این عکس تهیه شده‌است و سرجیو فورناری پیکرهٔ یادبودی به طول ۱۲ متر را ساخت که پس از حملات ۱۱ سپتامبر، به‌مدت پنج ماه در نزدیکی مقر مرکز تجارت جهانی به نمایش گذاشته شد. این عکس یکی از پرفروش‌های کوربیس بوده‌است. اگرچه نقادان از این عکس به‌عنوان یک نمایش تبلیغاتی یاد می‌کنند اما جانستون آن را «تکه‌ای از تاریخ آمریکا» توصیف کرد. این عکس که در دوران رکود بزرگ گرفته شد، به نمادی از شهر نیویورک تبدیل شد و اغلب از سوی کارگران ساختمانی بازآفرینی شده‌است. تایم این عکس را در فهرست ۱۰۰ عکس تأثیرگذار تمام دوران در سال ۲۰۱۶ قرار داد. از نظر کن جانستون، بین عمل ناهار خوردن و ارتفاعی که آهنگران ساختمانی در آن حضور دارند، نوعی «ناهمخوانی» وجود دارد. او به «بی‌تفاوتی» آن‌ها در این شرایط اشاره کرد و معتقد است که می‌توان «حسی بسیار قوی» را به‌واسطهٔ «حالت چهره‌ها، لباس‌ها و ژست‌هایی» که مردان در عکس دارند، از آن‌ها دریافت کرد.

## واژه‌نامه
1. ↑  New York Herald Tribune
2. ↑  Bettmann Archive
3. ↑  Ken Johnston
4. ↑  Manila paper
5. ↑  Works Progress Administration
6. ↑  Tami Ebbets Hahn
7. ↑  Charles C. Ebbets
8. ↑  Marksmen Inc.
9. ↑  Hamilton Wright
10. ↑  Hamilton Wright Features
11. ↑  Thomas Kelley
12. ↑  William Leftwich
13. ↑  Men at Lunch
14. ↑  Joseph Eckner
15. ↑  Joe Curtis
16. ↑  Gustáv (Gusti) Popovič
17. ↑  Natxo Ibargüen Moneta
18. ↑  Ashley Cross
19. ↑  Sergio Furnari